# Stosunki Norwegii z Unią Europejską

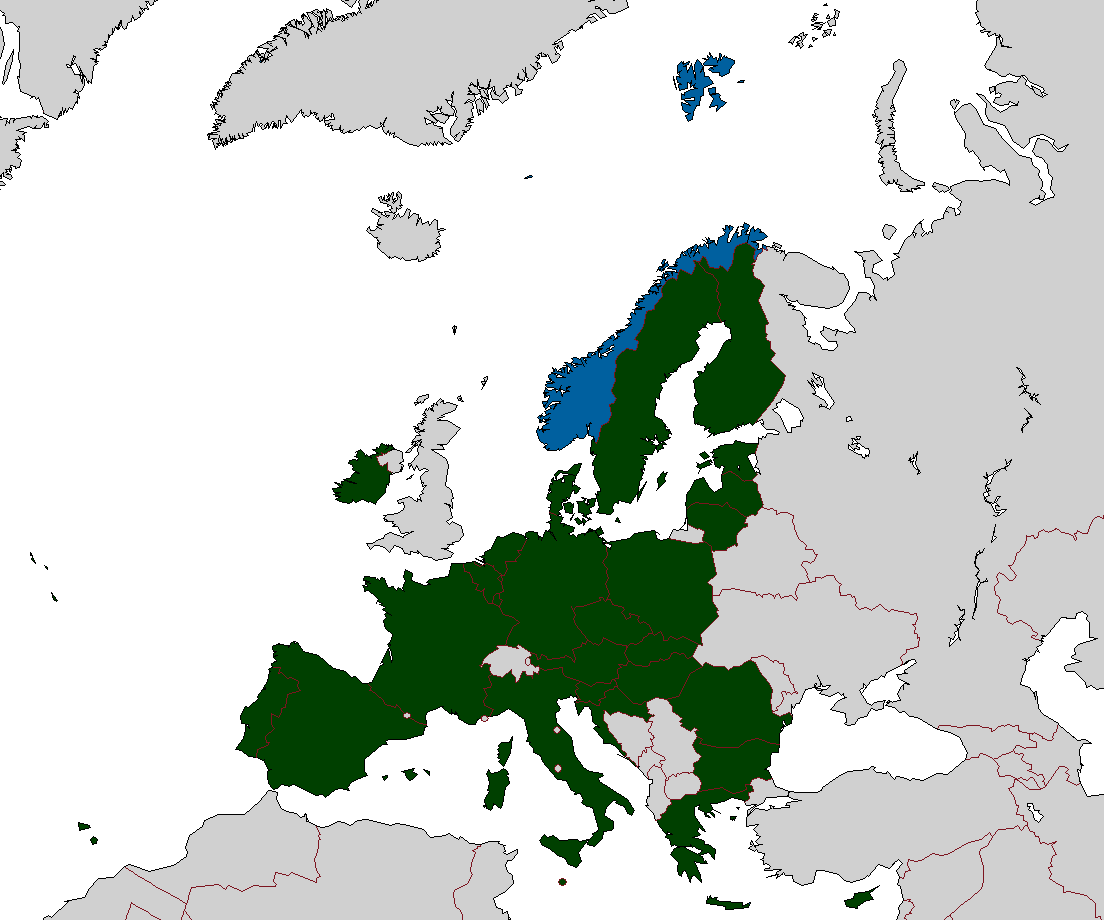
Norwegia i Unia Europejska

Między Norwegią a Unią Europejską, pomimo nieprzystąpienia do Unii, istnieje ścisła więź gospodarcza. Wiąże się to między innymi z norweskim importem – ponad 90% produktów sprowadzanych do kraju pochodzi z Unii Europejskiej.
Norwegia należy też do Europejskiego Obszaru Gospodarczego i Schengen (bez Spitsbergenu i Wyspy Niedźwiedziej).

## Członkostwo Norwegii w Unii Europejskiej
Norwegia dwa razy (w 1972 i 1994) próbowała włączyć się do UE, lecz za każdym razem bezskutecznie. Głównymi przyczynami były:
- Konieczność poddania wspólnotowej kontroli bogactw naturalnych kraju – ryb, ropy naftowej i gazu ziemnego
- Norwegia mając wysokie PKB musiałaby więcej wpłacać do unijnego budżetu, niż z niego dostawać

## Norweskie partie a przystąpienie do Unii
| Grupa    | Partia                    | Poz. | Główny argument |
| -------- | ------------------------- | ---- | --- |
| Rząd     | Norweska Partia Pracy     | T    | "Współpraca, wpływ na decyzje Unii Europejskiej."                                                                                |
| Rząd     | Senterpartiet             | N    | "Unia nie zmniejsza różnic ekonomicznych i nie wzmacnia demokracji"                                                              |
| Opozycja | Høyre                     | T    | "Pokój, stabilność, solidarność, wpływ"                                                                                          |
| Opozycja | Partia Postępu            | ?    | "Neutralność polityczna, respektowanie wyników referendum"                                                                       |
| Opozycja | Sosialistisk Venstreparti | N    | "Brak demokracji, zbyt duży nacisk na wolny handel."                                                                             |
| Opozycja | Kristelig Folkeparti      | N    | "Wystarczy EOG, niepodległość"                                                                                                   |
| Opozycja | Venstre                   | ?    | "Partia podzielona, EOG działa, chcemy dalszej współpracy, szacunek dla każdego referendum, Unia nie jest jeszcze demokratyczna" |